# Leslie Grace
Leslie Grace Martínez (New York, 7 gennaio 1995) è una cantante e attrice statunitense.

## Biografia
Nel 2012 fece il suo debutto con una cover in inglese e spagnolo di "Will You Love Me Tomorrow", che la rese la più giovane cantante a guadagnare il primo posto sulla Hot Latin Songs. L'anno successivo rilasciò il suo primo album, Leslie Grace, che raggiunse il quarto posto sul Billboard Top Latin Albums.
Nel corso della sua carriera è stata candidata cinque volte nell'ambito del Premio Lo Nuestro, vincendone uno nel 2016, oltre a ricevere tre candidature ai Billboard Latin Music Awards, tre ai Latin Grammy Awards e a vincere il Kids' Choice Awards México nel 2018 per il suo duetto con Play-N-Skillz "Lo Siento".
Nel 2020 ha fatto il suo debutto cinematografico con In the Heights - Sognando a New York.
Nel 2021 era stata ingaggiata per interpretare Barbara Gordon nel film originale HBO Max Batgirl facente parte del DC Extended Universe e cancellato prima della distribuzione. Su Rainews troviamo scritto che, a quanto sostiene la «rivista Variety, la decisione non è stata presa a causa della qualità del film e ha a che fare con la nuova strategia adottata dopo la fusione dei gruppi Discovery e WarnerMedia, che dà priorità alle uscite nelle sale».

## Filmografia
- In the Heights - Sognando a New York (In the Heights), regia di Jon M. Chu (2021)
- Batgirl, regia di Adil El Arbi e Bilall Fallah (film inedito incompleto)

## Discografia

### Album in studio
- 2009 - Pasión
- 2013 - Leslie Grace

### Singoli
Come artista principale
- 2012 - Will You Still Love Me Tomorrow
- 2012 - Day 1
- 2013 - Be My Baby
- 2014 - Odio No Odiarte
- 2014 - Nadie Como Tú
- 2015 - Cómo Duele el Silencio
- 2016 - Aire (feat. Maluma)
- 2016 - Nada de Amor
- 2017 - Díganle (feat. Becky G e CNCO)
- 2017 - Dulce (feat. Wisin)
- 2018 - Duro y Suave (feat. Nuriel)
- 2018 - Fuego (feat. MYA)
- 2018 - De Lunes a Jueves (feat. Farina)
- 2018 - Still New York (feat. MAX e Joey Badass)
- 2019 - Sola (feat. Justin Quiles e Play-N-Skill)
- 2019 - Qué Será (feat. Abraham Mateo)

Come ospite
- 2016 - Si Una Vez (If I Once) (feat. Play-N-Skillz e Frankie J, Wisin)
- 2018 - Mi Mala (Remix) (feat. Mau y Ricky, Karol G, Lali, Becky G)
- 2018 - Lo Siento (feat. Super Junior e Play-N-Skillz)